# RRRrrrr!!!
RRRrrrr!!! là một bộ phim hài của Pháp năm 2004 do StudioCanal sản xuất và được phân phối bởi Mars Distribution. Bộ phim do Alain Chabat đạo diễn.

## Diễn viên
- Marina Foïs vai Guy
- Gérard Depardieu vai Le chef des Cheveux Sales
- Damien Jouillerot vai Piégeur 1
- Samir Guesmi vai Piégeur 2
- Cyril Casmèze vai Le Cheveu Sale muet
- Jean Rochefort vai Lucie
- Pierre-François Martin-Laval vai Pierre (le Touffe)
- Jean-Paul Rouve vai Pierre (le Blond)
- Elise Larnicol vai Pierre (Chief's Wife)
- Dominique Besnehard vai Pierre
- Dominique Farrugia vai The Gourdinier